# Cristiano Federico di Stolberg-Wernigerode
Cristiano Federico di Stolberg-Wernigerode (Wernigerode, 8 gennaio 1746 – Pieszyce, 26 maggio 1824) era l'unico figlio del conte Enrico Ernesto II di Stolberg-Wernigerode, a cui succedette come governante della Contea di Wernigerode nel 1778.

## Biografia
In quanto figlio di Enrico Ernesto, conte di Stolberg-Wernigerode, Cristiano Federico era un membro della nobile famiglia di Stolberg. Sua madre era la seconda moglie di Enrico Ernesto, Cristiana Anna di Anhalt-Köthen, figlia a sua volta del principe Augusto Luigi di Anhalt-Köthen e della sua seconda moglie, Emilia di Promnitz.
Tra il 1764 e il 1767, durante i suoi studi ad Halle, Cristiano Federico si unì alla loggia massonica Zu den drei Degen. Nell'estate del 1767 ottenne il quarto e successivamente anche il quinto grado nella loggia di Lipsia.
Il conte Cristiano Federico fu, fino al 1796, decano di Halberstadt e prevosto di Walbeck. Venne creato cavaliere dell'Ordine di San Giovanni del baliaggio di Brandeburgo nel 1790 dal principe Augusto Ferdinando di Prussia. Nel 1797 venne invece nominato cavaliere dell'Ordine dell'Aquila rossa e nel 1803 membro dell'Ordine dell'Aquila nera.
Tra gli amici di Cristiano Federico si ricordano i poeti Anna Luise Karsch e Johann Wilhelm Ludwig Gleim.

## Possedimenti
L'8 giugno 1765 il prozio per parte materna, conte Ermanno II di Promnitz, lasciò a Cristiano Federico le signorie di Pieszyce, Janowice Wielkie e Grodztwo in Slesia. Con un proprio atto del 18 dicembre 1815, Cristiano Federico lasciò la signoria di Pieszyce come fedecommesso e maggiorasco al suo secondo figlio, Ferdinando, Janowice Wielkie al terzo figlio, Costantino, e Grodztwo al quarto figlio, Antonio; essi fondarono quindi il ramo slesiano della famiglia Stolberg-Wernigerode, mantenendo il controllo sui loro territori fino a che vennero espulsi nel 1945.
Il figlio maggiore, Enrico, ereditò invece la Contea di Wernigerode.

## Discendenza
Cristiano Federico sposò la contessa Augusta Eleonora di Stolberg-Stolberg (10 gennaio 1748 - 12 dicembre 1821), figlia del conte Cristoforo Luigi di Stolberg-Stolberg. Ebbero i seguenti figli:
- Anna (1770 - 1819), nel 1797 sposò il barone Alessandro di Wylich;
- Luisa (1771 - 1856), nel 1807 sposò Maurizio Haubold di Schönberg;
- Enrico (1772 - 1854), nel 1799 sposò la principessa Giovanna (Jenny) di Schönburg-Waldenburg;
- Maria (1774 - 1810), nel 1803 sposò il principe Enrico LIV Reuss di Lobenstein;
- Ferdinando (1775 - 1854), nel 1802 sposò la contessa Maria Agnese di Stolberg-Stolberg (figlia di Federico Leopoldo di Stolberg-Stolberg); la figlia Augusta sposò il cugino Rodolfo, figlio minore di Enrico di Stolberg-Wernigerode;
- Federica (1776 - 1858), nel 1806 sposò Enrico Luigi, burgravio e conte di Dohna-Schlodien;
- Ernestina (1778 - 1781);
- Costantino (1779 - 1817), nel 1804 sposò la baronessa Ernestina von der Recke;
- Teodoro (1783 - 1786);
- Antonio (1785 - 1854), nel 1809 sposò la baronessa Luisa von der Recke.

## Ascendenza
|                                                    |                                             |                                             | Genitori                                                 |  |  | Nonni |  |  | Bisnonni                                   |  |  | Trisnonni                                     |  |
|                                                    |                                             |                                             |                                                          |  |  |       |  |  | Ludwig Christian, conte di Stolberg-Gedern |  |  | Heinrich Ernst, conte di Stolberg-Wernigerode |  |
|                                                    |                                             |                                             |                                                          |  |  |       |  |  | Ludwig Christian, conte di Stolberg-Gedern |  |  | Heinrich Ernst, conte di Stolberg-Wernigerode |  |
|                                                    |                                             | Anna Elisabeth zu Stolberg-Wernigerode      |                                                          |  |  |       |  |  | Ludwig Christian, conte di Stolberg-Gedern |  |  |                                               |  |
| Christian Ernst, conte di Stolberg-Wernigerode     |                                             |                                             |                                                          |  |  |       |  |  | Ludwig Christian, conte di Stolberg-Gedern |  |  |                                               |  |
|                                                    |                                             | Christine von Mecklenburg-Güstrow           | Gustav Adolf, duca di Meclemburgo-Güstrow                |  |  |       |  |  |                                            |  |  |                                               |  |
|                                                    |                                             | Christine von Mecklenburg-Güstrow           | Gustav Adolf, duca di Meclemburgo-Güstrow                |  |  |       |  |  |                                            |  |  |                                               |  |
|                                                    |                                             | Christine von Mecklenburg-Güstrow           | Magdalena Sibylla von Schleswig-Holstein-Gottorf         |  |  |       |  |  |                                            |  |  |                                               |  |
| Heinrich Ernst II, conte di Stolberg-Wernigerode   |                                             | Christine von Mecklenburg-Güstrow           |                                                          |  |  |       |  |  |                                            |  |  |                                               |  |
|                                                    |                                             | Johann Anton, conte di Leiningen-Westerburg | Georg Wilhelm, conte di Leiningen-Westerburg             |  |  |       |  |  |                                            |  |  |                                               |  |
|                                                    |                                             | Johann Anton, conte di Leiningen-Westerburg | Georg Wilhelm, conte di Leiningen-Westerburg             |  |  |       |  |  |                                            |  |  |                                               |  |
|                                                    |                                             | Johann Anton, conte di Leiningen-Westerburg | Sophia Elisabeth zur Lippe-Detmold                       |  |  |       |  |  |                                            |  |  |                                               |  |
| Sophie Charlotte zu Leiningen-Westerburg           |                                             | Johann Anton, conte di Leiningen-Westerburg |                                                          |  |  |       |  |  |                                            |  |  |                                               |  |
|                                                    |                                             | Christine Luise zu Sayn-Wittgenstein        | Friedrich Wilhelm, conte di Sayn-Wittgenstein-Hohenstein |  |  |       |  |  |                                            |  |  |                                               |  |
|                                                    |                                             | Christine Luise zu Sayn-Wittgenstein        | Friedrich Wilhelm, conte di Sayn-Wittgenstein-Hohenstein |  |  |       |  |  |                                            |  |  |                                               |  |
|                                                    |                                             | Christine Luise zu Sayn-Wittgenstein        | Charlotte Luise zu Leiningen-Dagsburg-Hartenburg         |  |  |       |  |  |                                            |  |  |                                               |  |
| Christian Friedrich, conte di Stolberg-Wernigerode |                                             | Christine Luise zu Sayn-Wittgenstein        |                                                          |  |  |       |  |  |                                            |  |  |                                               |  |
|                                                    | Emanuel Lebrecht, principe di Anhalt-Köthen | Emanuel, principe di Anhalt-Köthen          |                                                          |  |  |       |  |  |                                            |  |  |                                               |  |
|                                                    | Emanuel Lebrecht, principe di Anhalt-Köthen | Emanuel, principe di Anhalt-Köthen          |                                                          |  |  |       |  |  |                                            |  |  |                                               |  |
|                                                    | Emanuel Lebrecht, principe di Anhalt-Köthen | Anna Eleonore zu Stolberg-Wernigerode       |                                                          |  |  |       |  |  |                                            |  |  |                                               |  |
| August Ludwig, principe di Anhalt-Köthen           | Emanuel Lebrecht, principe di Anhalt-Köthen |                                             |                                                          |  |  |       |  |  |                                            |  |  |                                               |  |
|                                                    |                                             | Gisela Agnes von Rath                       | Balthasar Wilhelm von Rath                               |  |  |       |  |  |                                            |  |  |                                               |  |
|                                                    |                                             | Gisela Agnes von Rath                       | Balthasar Wilhelm von Rath                               |  |  |       |  |  |                                            |  |  |                                               |  |
|                                                    |                                             | Gisela Agnes von Rath                       | Magdalene Dorothee von Wuthenau                          |  |  |       |  |  |                                            |  |  |                                               |  |
| Christiane Anna von Anhalt-Köthen                  |                                             | Gisela Agnes von Rath                       |                                                          |  |  |       |  |  |                                            |  |  |                                               |  |
|                                                    |                                             | Erdmann II, principe di Promnitz-Pless      | Balthasar Erdmann, conte di Promnitz-Pless               |  |  |       |  |  |                                            |  |  |                                               |  |
|                                                    |                                             | Erdmann II, principe di Promnitz-Pless      | Balthasar Erdmann, conte di Promnitz-Pless               |  |  |       |  |  |                                            |  |  |                                               |  |
|                                                    |                                             | Erdmann II, principe di Promnitz-Pless      | Emilie Agnes Reuß zu Schleiz                             |  |  |       |  |  |                                            |  |  |                                               |  |
| Emilie von Promnitz-Pless                          |                                             | Erdmann II, principe di Promnitz-Pless      |                                                          |  |  |       |  |  |                                            |  |  |                                               |  |
|                                                    |                                             | Anna Marie von Sachsen-Weissenfels          | Johann Adolf I, duca di Sassonia-Weissenfels             |  |  |       |  |  |                                            |  |  |                                               |  |
|                                                    |                                             | Anna Marie von Sachsen-Weissenfels          | Johann Adolf I, duca di Sassonia-Weissenfels             |  |  |       |  |  |                                            |  |  |                                               |  |
|                                                    |                                             | Anna Marie von Sachsen-Weissenfels          | Johanna Magdalena von Sachsen-Altenburg                  |  |  |       |  |  |                                            |  |  |                                               |  |
|                                                    |                                             | Anna Marie von Sachsen-Weissenfels          |                                                          |  |  |       |  |  |                                            |  |  |                                               |  |